# Johann Friedrich Meckel
Johann Friedrich Meckel (Halle, 17 de octubre de 1781-31 de octubre de 1833). Anatomista y embriólogo alemán, fue uno de los fundadores de la teratología.

## Biografía académica
Meckel se doctoró en Halle en 1802, realizando su investigación sobre malformaciones cardíacas. Tras doctorarse, viajó por Alemania. Entre 1804 y 1806 se dedicó a estudiar las colecciones del Museo de Historia Natural de París. Allí fue donde conoció a Georges Cuvier, de quien se convirtió en uno de sus más destacados discípulos. Traductor al alemán de sus Lecciones de Anatomía Comparada, fue llamado el "Cuvier alemán".
En 1806 volvió a Halle como profesor de anatomía normal y patológica y, más tarde, de cirugía y obstetricia.

## Obra

### Filosofía Natural
La obra de Meckel se sitúa a caballo entre la Escuela de Göttingen y la Naturphilosophie: por un lado, era muy exigente con la precisión de las descripciones anatómicas y censuró ciertos excesos especulativos de la Naturphilosophie, pero, por otro, comparte muchos de los postulados teóricos de esta última, como la idea de polaridad o la creencia en la unidad del mundo natural.
Por otro lado, su visión de la anatomía, como la de Cuvier, es eminentemente funcionalista, subordinando siempre las regularidades morfológicas a consideraciones fisiológicas. En esta línea, Meckel se opuso radicalmente a las teorías de Étienne Geoffroy Saint-Hilaire.
En cuanto a su posicionamiento respecto a la diversidad orgánica, Meckel defendió el gradualismo de la scala naturae.

### Trabajos descriptivos
Meckel fue muy reputado en su época por sus trabajos descriptivos en embriología y anatomía comparada. Entre ellos, destacan sus estudios de la estructura cerebral de los pájaros, la formación del tubo digestivo y del sistema nervioso en los vertebrados o la descripción del ornitorrinco.

### Teratología
Meckel fue también uno de los pioneros en la ciencia de la teratología. En sus estudios sobre los monstruos, estableció relaciones entre las formas anómalas de una especie y los estados normales en otras especies. Sus trabajos fueron desarrollados por Serres, que a su vez continuó la línea de investigación iniciada por su maestro Geoffroy Saint-Hilaire.